# Penhoren
De penhoren (Turritella communis) of gewone penhoren is een in zee levende slakkensoort uit de familie Turritellidae en het geslacht Turritella.

## Kenmerken

### Schelpkenmerken
De schelp is tamelijk dikschalig, zeer slank en heeft een spitse top. Er zijn tot 19 vrij bolle windingen waarop een aantal (3 tot 10) spiraalrichels te zien zijn. De mondopening is vrijwel rond. Er is een rond, hoornachtig operculum.
De kleur is roodachtig, gelig of bruin.

### Afmetingen van de schelp
- Hoogte: tot 55 mm, meestal kleiner: 30 mm
- Breedte: tot 16 mm, meestal kleiner: 10 mm

## Habitat en levenswijze
De penhoren heeft door zijn levenswijze rustig water nodig en komt daarom voor in zee beneden de golfbasis ongeveer vanaf 6 meter, maar meestal dieper dan 20 meter. De soort komt tot ongeveer 200 meter diepte voor. De soort prefereert modderige bodems op plaatsen waar veel zwevend materiaal sedimenteert als gevolg van eddy's. De penhoren leeft voor het grootste deel van zijn tijd ingegraven in de bodem op één plaats dicht tegen het sedimentoppervlak. De dieren zijn vaak in grote aantallen tegelijk aanwezig. Het voedsel wordt naar binnen gezogen waarbij de voedseldeeltjes door de kieuwen uit het water gefilterd worden; de radula is dan ook slecht ontwikkeld.

## Voorkomen
Komt voor in de Noordzee, de Atlantische Oceaan van de Lofoten tot aan Noord-Afrika en de Middellandse Zee. 
Hij komt niet voor in de Oostzee.

Lege schelpen spoelen af en toe op de Noordzeestranden van Nederland en België aan. Naar het noorden toe worden ze algemener, zoals bij de Waddeneilanden. Op stranden in Zeeland spoelen fossiele exemplaren van andere soorten aan die veel op de penhoren lijken.

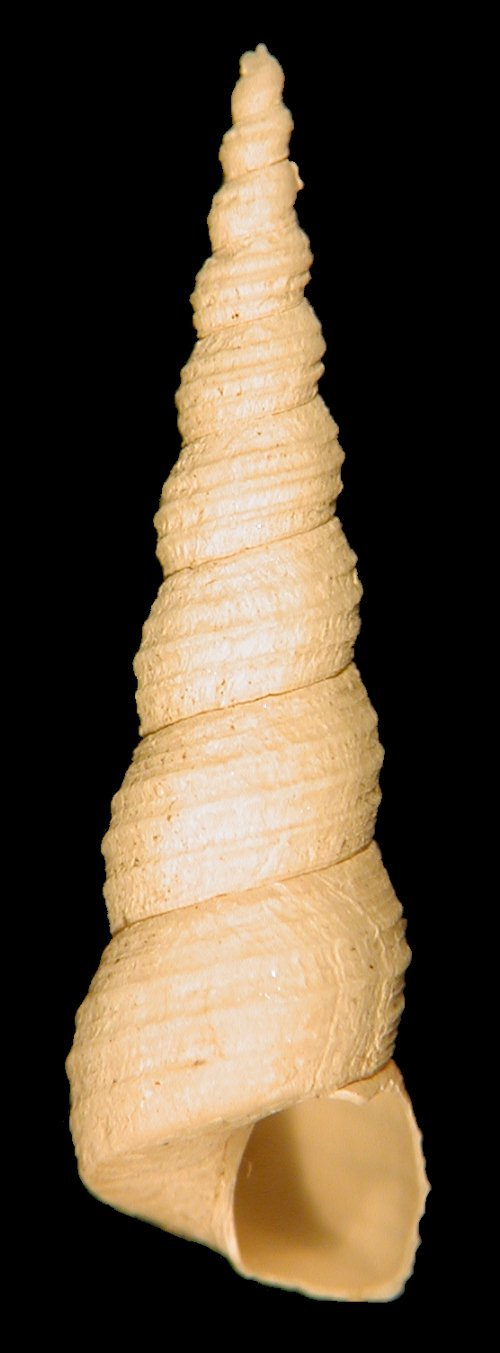
Fossiel exemplaar afkomstig uit vroeg pleistocene afzettingen in een Nederlandse diepe boring

### Fossiel voorkomen
De penhoren is in het Noordzeegebied bekend uit Laat Pliocene en Kwartaire interglaciale afzettingen.